# Assembleia Permanente de Entidades em Defesa do Meio Ambiente do Rio Grande do Sul
A Assembleia Permanente de Entidades em Defesa do Meio Ambiente do Rio Grande do Sul (APEDeMA/RS) é uma rede brasileira de entidades ambientalistas.
Sua história inicia em 1984, quando nos debates ocorridos ao longo do I Encontro Estadual de Entidades Ecológicas foi reconhecida a necessidade de se articular o movimento ambientalista do Rio Grande do Sul em grande escala, propondo-se a criação de uma federação. Contudo, somente no Encontro Temático de Novo Hamburgo, em 8 de dezembro de 1990, deu-se forma concreta à ideia, fundando-se a APEDeMA/RS. Atualmente reúne 27 entidades de várias cidades gaúchas e tem sua secretaria executiva sediada na capital, Porto Alegre. A entidade declara seus propósitos: 
"A APEDeMA/RS defende o conceito de democracia horizontal e, como tal, é uma instância de articulação e implementação de decisões das entidades de base, atuando tanto na organização de eventos do Movimento Ecológico Gaúcho (MEG), no apoio à organização das entidades e na relação destas com as esferas governamentais e os demais setores da sociedade".
Desde sua fundação tem desenvolvido destacada atividade, organizando congressos e encontros, participando de audiências públicas, realizando ações de educação ambiental e pressionando os poderes públicos. Em 2001 a entidade assumiu a secretaria executiva do Forum Brasileiro de ONGs e Movimentos Sociais para o Meio Ambiente e Desenvolvimento. Desde 2005 ela é a responsável pela indicação das entidades que fazem parte do Conselho Estadual do Meio Ambiente. Disse Cássio Arend, em sua dissertação de mestrado, que "sua atuação é extremamente importante, pois exerce enorme influência na política urbana ambiental, bem como na sua fiscalização".